# San Canzian d'Isonzo
San Canzian d'Isonzo (en friülà, San Canzian, en eslovè, Škocjan ob Soči) és un municipi italià, dins de la província de Gorizia. Forma part de la Bisiacaria. L'any 2007 tenia 6.351 habitants. Limita amb els municipis de Fiumicello (UD), Grado, Ronchi dei Legionari, San Pier d'Isonzo, Staranzano i Turriaco.

## Administració
| Període | Identitat     | Partit  |
| ------- | ------------- | ------- |
| 2004-   | Silvia Caruso | l'Ulivo |

## Personatges il·lustres
- Fabio Capello, futbolista i entrenador italià.